# Càusia

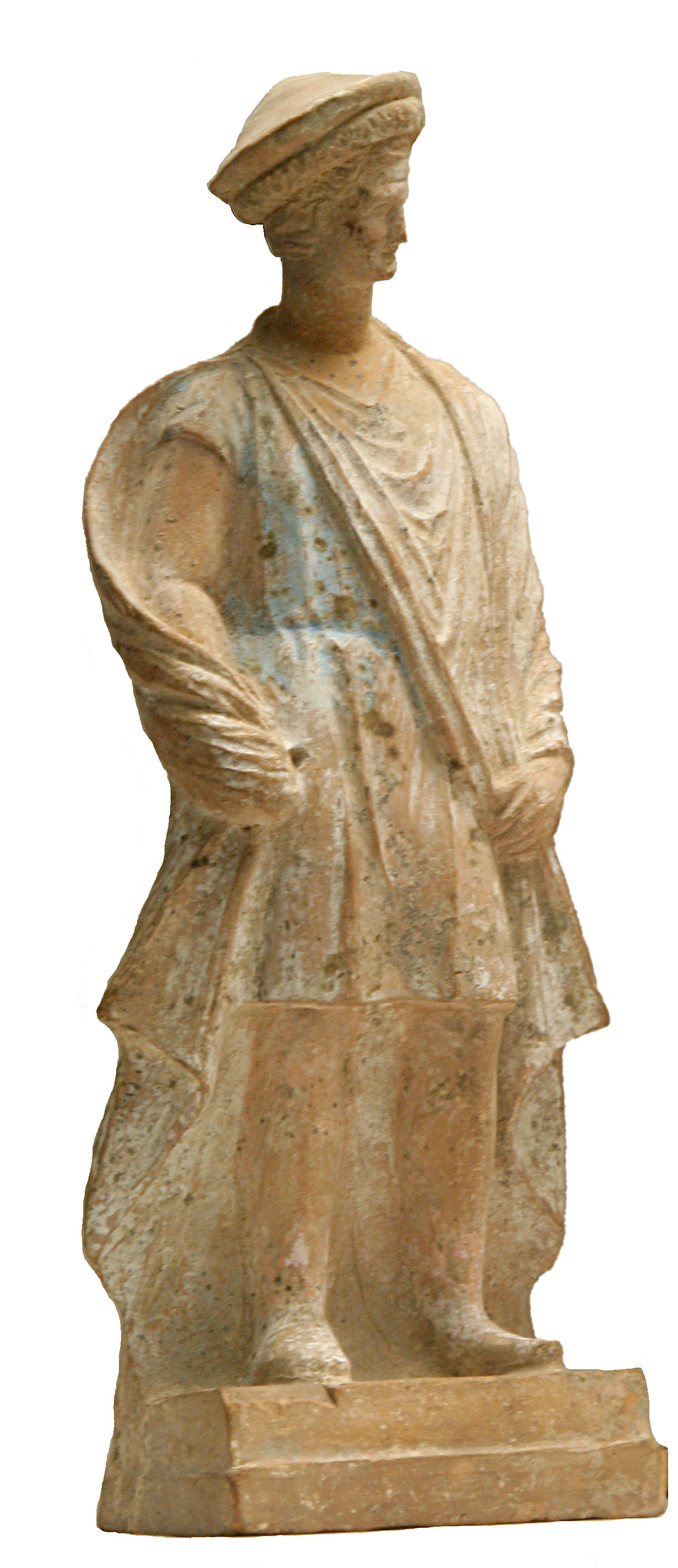
Figureta de terracota del

La càusia (en grec antic: καυσία, kausía) era un capell d'ala ampla que formava part del vestit nacional dels grecs macedonis, i segons Plutarc també de les nacions veïnes, com ara els il·liris. El nom prové de la necessitat de mantenir-se protegit de la calor del sol (καῦσις, kausis). També servia simplement de protecció contra el mal temps en general i s'usava com a casc.

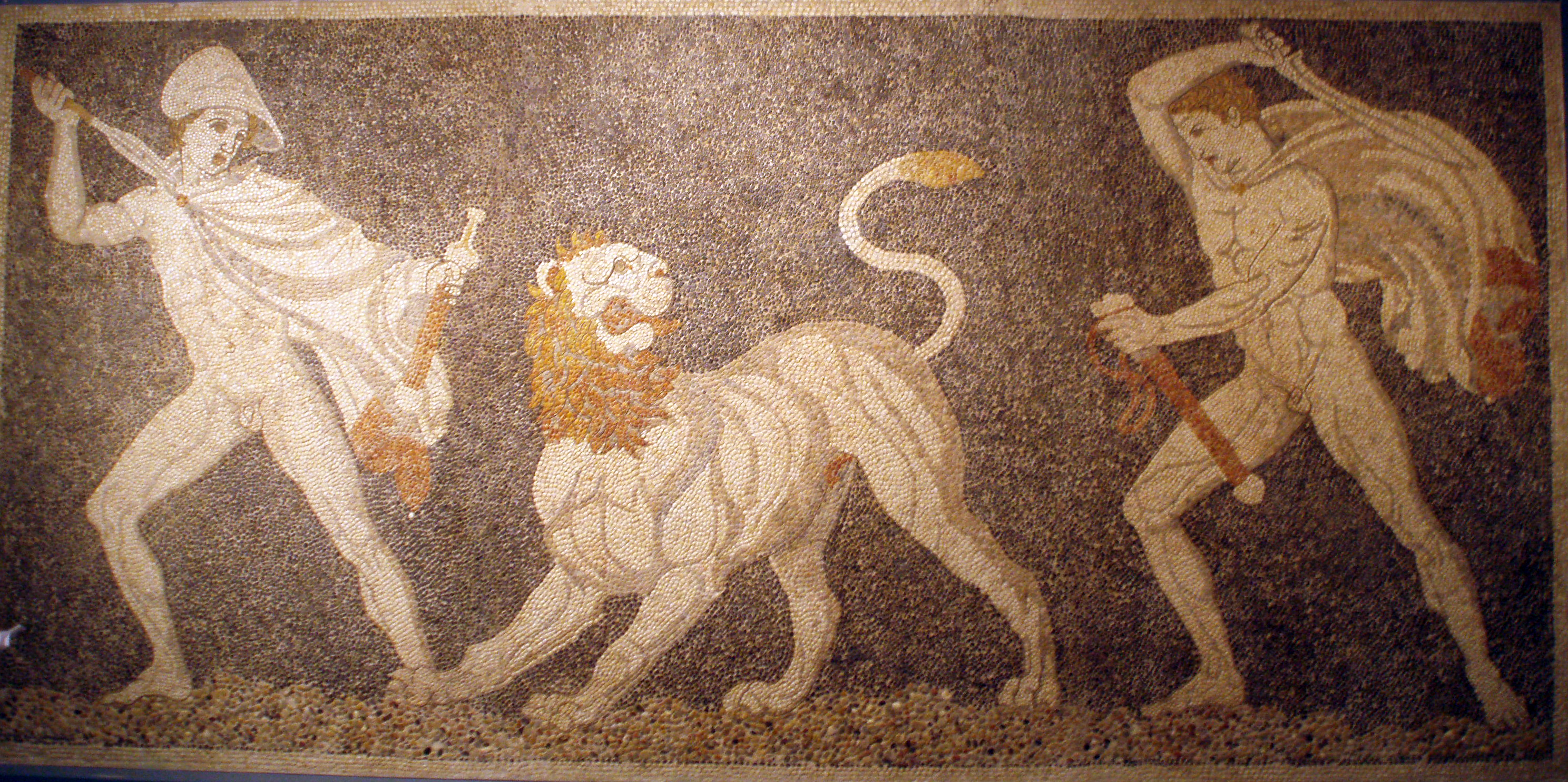
Mosaic d'Alexandre on porta una càusia

Segons Polibi, aquesta mena de barret també era usat pels grecs en general, i en època romana, segons Plaute, formava part del vestit dels mariners. Els reis macedonis portaven normalment una càusia de color porpra com a part del vestit reial, segons que diu Valeri Màxim. Al voltant hi portaven enrotllada una diadema o un mocador de color blanc que penjava per darrere. Alexandre el Gran l'usava, i també Caracal·la, que el volia imitar. Plutarc també diu que l'usaven els Ptolemeus envoltat d'una diadema (καυσία διαδηματοφόρος, kausía diadematofóros).
Aquests barrets de color morat, sense la diadema, s'atorgaven com a senyal de gran valor als militars més distingits.